# Stansted Mountfitchet
Koordinaten: 51° 54′ N, 0° 12′ O
Stansted Mountfitchet ist ein Dorf in der englischen Grafschaft Essex, rund 50 Kilometer nordöstlich von London, nahe dem Städtchen Bishop’s Stortford und der Grenze zu Hertfordshire. Es zählt 5533 Einwohner (Stand: 2001) und gehört zum Distrikt Uttlesford. Der Flughafen London-Stansted, der nur wenige Kilometer entfernt liegt, leitet seinen Namen von dem Dorf ab.

## Geschichte
Das Dorf ist eine Gründung der Angelsachsen, der Name bedeutet in Altenglisch „steiniger Ort“. Nach der Invasion der Normannen im Jahr 1066 erhielt der Ort den Zusatz Mountfitchet (nach einem Baron, der sich hier niederließ). Das im 11. Jahrhundert errichtete und später verfallene Stansted Mountfitchet Castle wurde in den 1980er Jahren restauriert.
Während des Zweiten Weltkriegs baute die United States Air Force östlich des Dorfes einen Flugplatz. Nach Kriegsende wurde dieser von der britischen Regierung übernommen und zu einem kommerziellen Flughafen ausgebaut.
Eine Sehenswürdigkeit des Ortes ist das House on the Hill Toy Museum, das größte Spielzeug-Museum Europas. Es wurde 1991 neben der Burg eröffnet und zeigt über 80.000 verschiedene Spielzeuge von 1950er bis zu den 1980er Jahren.